# Clytus rhamni
Clytus rhamni là một loài bọ cánh cứng trong họ Cerambycidae.

## Hình ảnh

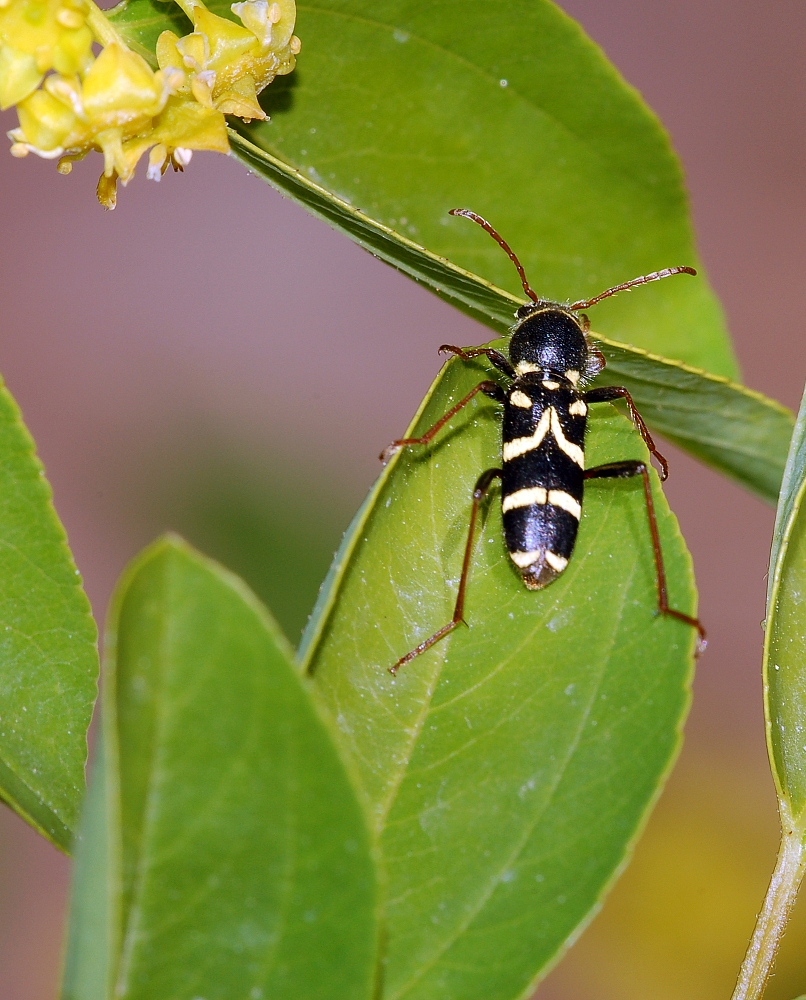
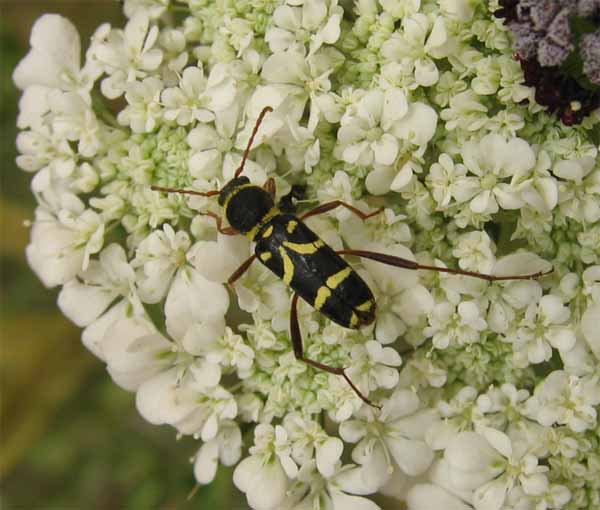
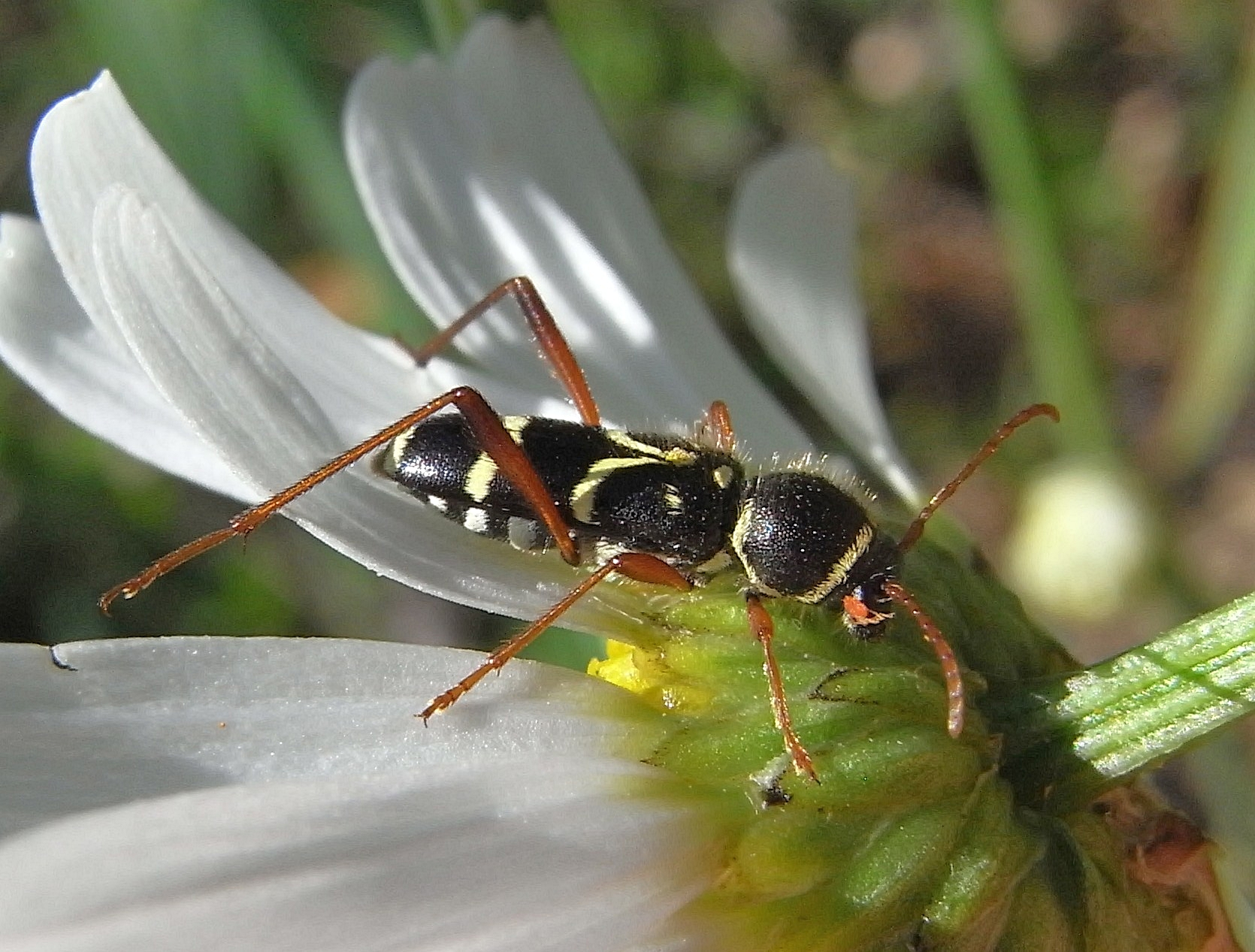